# Monique Covét
Monique Covét vagy Monique Couvet (születési nevén Visi Mónika; Budapest, 1976. július 14. –) magyar szexuális és párkapcsolati tanácsadó, pornószínésznő és fétismodell.

## Életrajz
1995 óta szerepel pornófilmekben.
1998-ban egy ügynökség kiküldte Franciaországba, amiről annyit mondtak, hogy akt fotózás.
2023-ban Havas Henrik újságíróval életrajzi könyvet írt Pornósztár diplomával címmel.

## Tanulmányok
2019-ben elvégezte a Semmelweis Egyetemen az Éowyn Kft. által szervezett „Posztgraduális szexuálterapeuta képzés” elnevezésű továbbképző tanfolyamot. 
A képzés akkreditációja körül jogvita támadt a Semmelweis Egyetem és az Éowyn Kft. között. A képzés a bíróság ítélete szerint jogszerűtlenül működött, az ott kiadott diplomákat visszavonták.

## Díjak
- 1998 – Private Girl of the Year Award
- 2000 – Venus Award Best Actress Eastern Europe
- 2001 – Venus Award Winner Best Actress Europe
- 2001 – Zeus Award in Switzerland
- 2002 – Sexkorona díj
- 2004 – Brussels Erotic Film Festival European X Awards – Lifetime Achievement Award
- 2004 – Sexiest Porn Actress
- 2005 – Magyar Porn Oscar – Best Actress
- 2005 és 2006 – Lifetime Achievement Awards
- 2006 – Hardest sex award

## Fordítás
- Ez a szócikk részben vagy egészben  a   Monique Covét című angol Wikipédia-szócikk ezen változatának fordításán alapul.  Az eredeti cikk szerkesztőit annak laptörténete sorolja fel. Ez a jelzés csupán a megfogalmazás eredetét és a szerzői jogokat jelzi, nem szolgál a cikkben szereplő információk forrásmegjelöléseként.